# 喀寧阿
喀寧阿（？—1790年），滿洲镶蓝旗人，叶赫那拉氏，清朝政治人物、清朝刑部尚書。
曾任署理刑部左侍郎。乾隆四十七年九月癸卯，接替德福，擔任清朝刑部尚書，后去世。由明亮接任。